# ليديا كلارك
ليديا كلارك (بالإنجليزية: Lydia Marie Clarke)‏ (14 أبريل 1923 - 3 سبتمبر 2018)، ممثلة أمريكية وزوجة الممثل الأمريكي شارلتون هيستون الفائز بجائزة الأوسكار.

## عن حياتها
ولدت في تو ريفرز, ويسكونسن بالولايات المتحدة، تزوجت من شارلتون هيستون في 17 مارس 1944، دام زواجهما لمدة 64 عاماً حتى وفاة هيستون في 5 أبريل 2008، أنجبا طفلين هما فريزر وهولي.
عام 1991 نجت من سرطان الثدي بعدما خضعت لاستئصال الثدي.

## أفلامها
| السنة | الفيلم                    | بالإنجليزية                | الدور         |
| ----- | ------------------------- | -------------------------- | ------------- |
| 1952  | أعظم العروض على وجه الأرض | The Greatest Show on Earth | فتاة السيرك   |
| 1952  | المدينة الذرية            | The Atomic City            | مارثا أديسون  |
| 1953  | سيئ لبعضهم البعض          | Bad for Each Other         | ريتا ثورنبيرغ |
| 1968  | ويل بيني                  | Will Penny                 | السيدة فريكر  |

## وصلات خارجية
- ليديا كلارك على موقع IMDb (الإنجليزية)
- ليديا كلارك على موقع روتن توميتوز (الإنجليزية)
- ليديا كلارك على موقع أول موفي (الإنجليزية)
- ليديا كلارك على موقع قاعدة بيانات برودواي على الإنترنت (الإنجليزية)
- ليديا كلارك على موقع قاعدة بيانات الفيلم (الإنجليزية)
- ليديا كلارك على موقع كينوبويسك (الروسية)